# جوني هانسن
جوني هانسن (25 مارس 1964 - ) هو لاعب كرة قدم دانمركي يلعب كلاعب وسط.

## وصلات خارجية
- جوني هانسن على موقع قاعدة بيانات كرة القدم.إي يو (الإنجليزية)
- جوني هانسن على موقع ناشيونال فوتبول تيمز (الإنجليزية)
- جوني هانسن على موقع عالم كرة القدم.نت (الإنجليزية)